# Universiteit van York

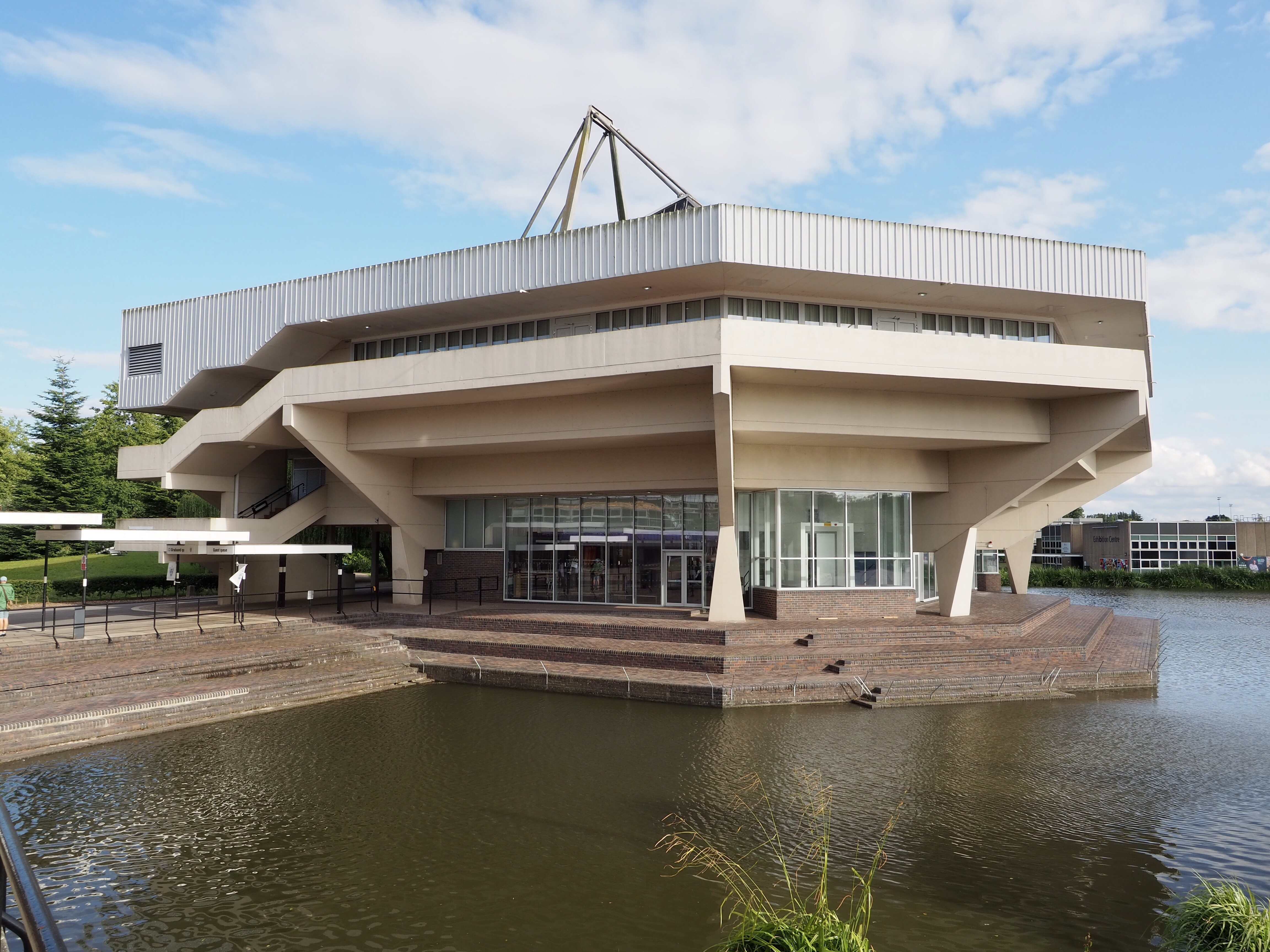
Central Hall

De universiteit van York, University of York, is een universiteit gevestigd in de Engelse stad York die zijn deuren opende in 1963. 

## Oorsprong
De eerste petitie voor de oprichting van een universiteit in York werd in 1617 aan James I aangeboden. In 1641 werd een tweede petitie opgesteld, maar deze werd niet ingediend vanwege de Engelse burgeroorlog in 1642. Een derde petitie werd in 1647 ingediend, maar werd afgewezen door het parlement. In de jaren 1820 waren er wederom discussies over de oprichting van een universiteit in York, maar deze kwam niet tot stand door de oprichting van Durham University in 1832. In 1903 stelden onder meer FJ Munby en Yorkshire Philosophical Society een 'Victoria University van Yorkshire ' voor.

## Academische afdelingen
De universiteit herbergt een aantal interdisciplinaire onderzoekscentra, waaronder het Borthwick Institute for Archives, Centre for Renaissance and Early Modern Studies, het Centre for Eighteenth-Century Studies, het Centre for Modern Studies, het Centre for Medieval Studies, het Institute for Effective Education en het Institute for the Public Understanding of the Past. Het Departement Politiek herbergt de Naoorlogse Eenheid Wederopbouw en Ontwikkeling en het Centrum voor Toegepaste Mensenrechten.
Campus West herbergt het National Science Learning Centre dat in maart 2006 werd geopend en het dient als de hub voor een 51 miljoen pond nationaal netwerk van centra die zich toeleggen op het revitaliseren van wetenschappelijk onderwijs op scholen. Het wordt beheerd door het White Rose University Consortium (dat de universiteiten van Leeds, Sheffield en York omvat) samen met de Sheffield Hallam University.
- Afdeling Archeologie
- Afdeling Biologie
- Afdeling Chemie
- Afdeling Computerwetenschappen
- Afdeling Economie en aanverwante studies
- afdeling van Onderwijs
- Afdeling Electronic Engineering
- Afdeling Engelse en aanverwante literatuur
- Afdeling Milieu en Geografie
- Afdeling Gezondheidswetenschappen
- Afdeling Geschiedenis
- Afdeling Kunstgeschiedenis
- Afdeling Taal- en Taalwetenschappen
- York Law School
- De York Management School
- Departement Wiskunde
- Hull York Medical School
- Afdeling Muziek
- Departement Wijsbegeerte
- Afdeling natuurkunde
- Afdeling Politiek
- School of Philosophy, Politics and Economics
- Afdeling Psychologie
- School voor Sociale en Politieke Wetenschappen
- Afdeling Sociaal Beleid en Maatschappelijk Werk
- Afdeling Sociologie
- Afdeling Theater, Film, Televisie en Interactieve Media